# Moșteni (okręg Giurgiu)
Moșteni – wieś w Rumunii, w okręgu Giurgiu, w gminie Ulmi. W 2011 roku liczyła 460 mieszkańców.